# Ultraleichtfluggelände Burgebrach

i7
i11
i13
Das Ultraleichtfluggelände Burgebrach ist ein Ultraleichtfluggelände im Gebiet des Marktes Burgebrach im Landkreis Bamberg in Bayern. Der Platzhalter und Betreiber ist die Ultraleicht-Flugsportgruppe Burgebrach e. V.

## Lage
Das Ultraleichtfluggelände liegt etwa 2,5 km nordöstlich von Burgebrach.

## Flugbetrieb
Das Ultraleichtfluggelände besitzt eine Betriebsgenehmigung für Ultraleichtflugzeuge. Es ist mit einer 290 m langen und 20 m breiten Start- und Landebahn aus Gras (Richtung 10/28) ausgestattet. Nicht am Platz ansässige Luftfahrzeuge benötigen eine Genehmigung des Platzhalters, um in Burgebrach starten und landen zu dürfen (PPR).

## Geschichte
Die Ultraleicht-Flugsportgruppe Burgebrach e. V. wurde am 18. Januar 1986 gegründet. Das Ultraleichtfluggelände wurde am 7. April 1988 genehmigt. Die Betriebsaufnahme wurde mit Wirkung vom 20. April 1988 gestattet.